# Zuberu Sharani
Zuberu Sharani (Accra, 7 gennaio 2000) è un calciatore ghanese, attaccante dello Slovan Bratislava.

## Carriera
L'8 luglio 2019 viene acquistato a titolo definitivo dalla squadra slovacca del DAC Dunajská Streda.

## Statistiche

### Presenze e reti nei club
Statistiche aggiornate al 13 settembre 2021.
| Stagione               | Squadra                | Campionato             | Campionato | Campionato | Coppe nazionali | Coppe nazionali | Coppe nazionali | Coppe continentali | Coppe continentali | Coppe continentali | Altre coppe | Altre coppe | Altre coppe | Totale | Totale |
| Stagione               | Squadra                | Comp                   | Pres       | Reti       | Comp            | Pres            | Reti            | Comp               | Pres               | Reti               | Comp        | Pres        | Reti        | Pres   | Reti   |
| ---------------------- | ---------------------- | ---------------------- | ---------- | ---------- | --------------- | --------------- | --------------- | ------------------ | ------------------ | ------------------ | ----------- | ----------- | ----------- | ------ | ------ |
| mar.-mag. 2018         | Dreams                 | PL                     | 12         | 4          |                 | -               | -               |                    | -                  | -                  |             | -           | -           | 12     | 4      |
| 2019-2020              | DAC Dunajská Streda    | SL                     | 5          | 1          | CS              | 2               | 0               | UEL                | 0                  | 0                  |             | -           | -           | 7      | 1      |
| 2020-feb. 2021         | DAC Dunajská Streda    | SL                     | 5          | 0          | CS              | 0               | 0               | UEL                | 0                  | 0                  |             | -           | -           | 5      | 0      |
| Totale DAC Dun. Streda | Totale DAC Dun. Streda | Totale DAC Dun. Streda | 10         | 1          |                 | 2               | 0               |                    | 0                  | 0                  |             | -           | -           | 12     | 1      |
| feb.-mag. 2021         | Zemplín Michalovce     | SL                     | 11         | 2          | CS              | 1               | 0               |                    | -                  | -                  |             | -           | -           | 12     | 2      |
| 2021-2022              | DAC Dunajská Streda    | SL                     | 7          | 3          | CS              | 0               | 0               | UECL               | 2                  | 0                  |             | -           | -           | 9      | 3      |
| Totale carriera        | Totale carriera        | Totale carriera        | 40         | 10         |                 | 3               | 0               |                    | 2                  | 0                  |             | -           | -           | 45     | 10     |

## Palmarès

### Club

#### Competizioni nazionali
- Campionato slovacco: 2

Slovan Bratislava: 2023-2024, 2024-2025